# Gaismarkt

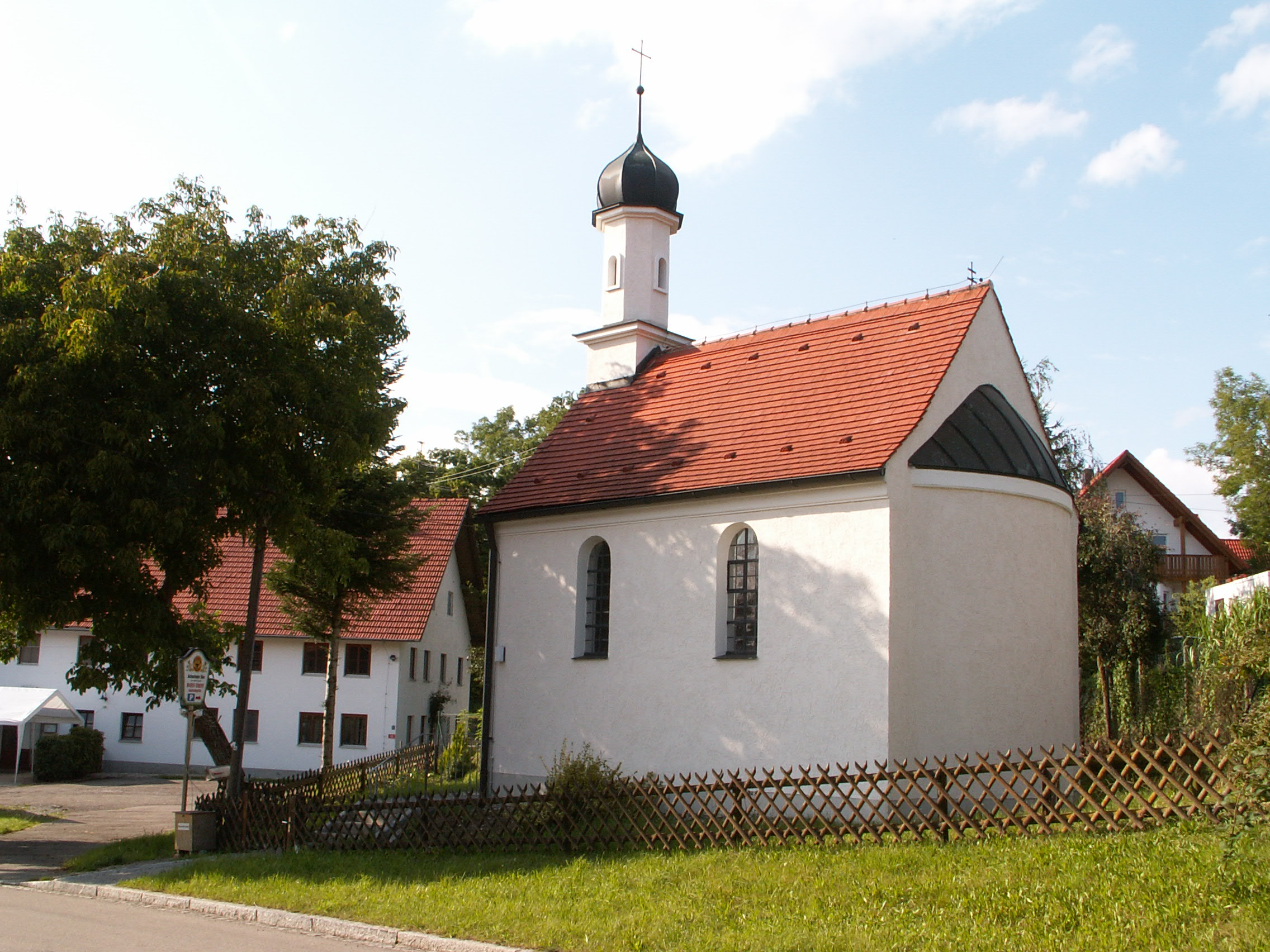
Kapelle in Gaismarkt

Gaismarkt ist ein Ortsteil der Gemeinde Aletshausen im schwäbischen Landkreis Günzburg. 

## Lage
Das Kirchdorf liegt ungefähr eineinhalb Kilometer nordnordöstlich von Aletshausen auf dem Riedel zwischen den Tälern der Kammel und des Haselbachs. Der Ort ist über die Kreisstraße GZ 30 und die Bundesstraße 16 mit Aletshausen verbunden.

## Geschichte
Um das Jahr 1316 wird erstmals eine Burg erwähnt, die vermutlich der Sitz des Ortsadels von Berg war. Von der 600 m westlich des heutigen Ortes Gaismarkt am östlichen Talrand des Kammeltals in der Flur „Dobelholz“ gelegenen zweigliedrigen Burganlage mit Vorburg im Norden und Hauptburg im Süden sind heute nur noch einige Gräben, Plateaus und Hochackerbeete erhalten. Ursprünglich hieß der Ort Gaismarkt nach dem Adelsgeschlecht, das auf der Burg herrschte, Berg. Ab dem Jahr 1366 gehörte die Burg und vermutlich auch der Ort dem Hochstift Augsburg. Der heutige Name wird erstmals im Jahr 1423 erwähnt. Die Ortsbezeichnung weist auf die Märkte hin, die immer an Pfingstmontag und Michaeli stattfanden und bei denen vermutlich immer viel mit Geißen gehandelt wurde.
Im Zuge der Säkularisation zu Beginn des 19. Jahrhunderts kam es wie das gesamte Gebiet zwischen Iller und Lech zum Königreich Bayern. Von diesem Zeitpunkt an bis zur Gebietsreform in Bayern gehörte Gaismarkt zur Gemeinde Winzer, die dann im Zuge dieser Neuordnung am 1. Mai 1978 zur Gemeinde Aletshausen kam.

## Sehenswürdigkeiten
Die Kapelle St. Wendelin in Gaismarkt stammt wie deren Altar aus dem 18. Jahrhundert.